# Elezioni europee del 1984 in Lussemburgo
Le elezioni europee del 1984 in Lussemburgo si sono tenute il 17 giugno.

## Risultati
| Liste  | Liste                                     | Gruppo | Voti    | %     | Seggi |
| ------ | ----------------------------------------- | ------ | ------- | ----- | ----- |
|        | Partito Popolare Cristiano Sociale        | PPE    | 57.598  | 34,90 | 3     |
|        | Partito Operaio Socialista Lussemburghese | SOC    | 49.397  | 29,93 | 2     |
|        | Partito Democratico                       | LD     | 36.414  | 22,07 | 1     |
|        | Partito d'Alternativa Verde               | -      | 10.025  | 6,07  | -     |
|        | Partito Comunista del Lussemburgo         | -      | 6.732   | 4,08  | -     |
|        | Partito Socialista Indipendente           | -      | 4.226   | 2,56  | -     |
|        | Partito Socialista Rivoluzionario         | -      | 632     | 0,38  | -     |
| Totale | Totale                                    | Totale | 165.024 |       | 6     |